# 1427 Ruvuma
1427 Ruvuma је астероид главног астероидног појаса. Приближан пречник астероида је 37,56 ,
а средња удаљеност астероида од Сунца износи 2,751 астрономских јединица (АЈ).
Инклинација (нагиб) орбите у односу на раван еклиптике је 9,336 степени, а орбитални период износи 1666,867 дана (4,563 године). Ексцентрицитет орбите астероида износи 0,209.
Апсолутна магнитуда астероида износи 10,70 а геометријски албедо 0,065.
Астероид је откривен 16. маја 1937. године.